# 4560 Klyuchevskij
4560 Klyuchevskij eller 1976 YD2 är en asteroid i huvudbältet som upptäcktes den 16 december 1976 av den ryska astronomen Ljudmila Tjernych vid Krims astrofysiska observatorium på Krim. Den är uppkallad efter den ryske historikern Vasilij Kljutjevskij.
Asteroiden har en diameter på ungefär elva kilometer.